# Franco Bonisolli
Franco Bonisolli (25 de Maio de 1938 - 30 de Outubro de 2003) foi um tenor iltaiano, particularmente associado com repertório italiano, notavelmente como Manrico (Il Trovatore) e Calaf (Turandot).

## Biografia
Bonisolli estudou com Alfredo Lattaro e posteriormente ganhou uma competição internacional de canto. Bonisolli fez sua estréia como Ruggero em Spolento, no ano de 1962. Ele rapidamente estabeleceu-se na Itália, aparecendo em papéis líricos como: Nemorino em L'Elisir D'Amore (Donizetti), Duca em Rigoletto (Verdi), Alfredo em La Traviata (Verdi), des Grieux em Manon Lescaut (Puccini), Hoffmann em Les Contes d'Hoffmann (Offenbach), entre outros. Ele também participou  na interpretações de óperas que são raras de serem encenadas, como Le Siège de Corinthe, ao lado de Beverly Sills e La Donna del Lago ao lado de Montserrat Caballé. Também participou da criação de novos trabalhos, como La Lampada di Alidino (Rota) e Luissilla (Mannino).
Bonisolli começou sua carreira internacional no começo da década de 1970, coma estréia na Ópera Estatal de Viena, no Festival de Salzburgo, na Ópera de Paris, no Metropolitan Opera de Nova Iorque, entre outros lugares. E também começou a expandir seu repertório, incluindo mais papéis dramáticos, como Radames em Aida (Verdi), Cavaradossi em Tosca (Puccini), Calaf em Turandot (Puccini), Don Jose em Don Carlos (Verdi), Otello (Verdi), entre outros.
Ele pode ser ouvido em muitas gravações, notavelmente em Rigoletto, Il Trovatore, La Traviata, em produções alemão. Ele também apareceu, em 1968, em um filme de uma versão de La Traviata, ao lado de Anna Moffo e Gino Bechi. Em  1976 ele gravou Cavaradossi em Tosca, ao lado de Galina Vishnevskaya.
Bonisolli faleceu inesperadamente em Viena, aos sessenta e cinco anos.
A título de curiosidade: Franco Bonisolli tinha como o alcunha <<Il Pazzo>> devido à sua excêntrica personalidade. A título de exemplo ficam algumas discussões com maestros em óperas ao vivo ou voltar atrás numa aria quando se engana numa nota!

## Gravações selecionadas
- 1973 - Verdi - La traviata - Mirella Freni, Franco Bonisolli, Sesto Bruscantini - Ópera Estatal de Berlim e Coral Estatal de Belim (Lamberto Gardelli)
- 1975 - Verdi - Il trovatore - Franco Bonisolli, Raina Kabaivanska, Viorica Cortez, Giulio Zancanaro, Gian Carlo Luccardi - Ópera Estatal de Berlim e Coral Estatal de Berlim (Bruno Bartoletti)
- 1977 - Verdi - Rigoletto - Rolando Panerai,  Margherita Rinaldi, Franco Bonisolli, Viorica Cortez, Bendt Rundgren - Ópera de Dresden e Coral de Dresden (Francesco Molinari-Pradelli).